# Toumanski R-29
Le Toumanski R-29 (en russe : « Туманский Р-29 ») est un turboréacteur à simple flux d'origine soviétique conçu au début des années 1970. Il est habituellement décrit comme appartenant à la « 3e génération » de turbomoteurs soviétiques, caractérisée par des rapports poussée/masses élevées et des ailettes de turbine dotées d'un système de refroidissement par air.

## Caractéristiques
Le R-39 est un turboréacteur à simple flux à deux corps, équipé d'une postcombustion. Son compresseur axial est divisé en deux sections, une basse-pression et une haute-pression (BP et HP), contenant respectivement 5 et 6 étages, entraînés respectivement par des turbines axiales à 2 et 1 étages. Entre les turbines et les compresseurs se trouve la chambre de combustion, de type annulaire à flux direct.
Le R-39 possède des caractéristiques assez particulières pour un turboréacteur, notamment en ce qui concerne la façon de le démarrer. Il est équipé d'un petit turbomoteur de démarrage TC-21, à turbine libre et fournissant de l'air sous pression pour lancer le moteur. Utilisant le même carburant que le moteur principal, il fonctionne pendant une durée maximale de 60 secondes. Un démarreur à turbine à air est présent à l'arrière du moteur et du fuselage de l'avion. Il est alimenté par une prise qui n'est exposée à l'extérieur que lorsque les trappes de train d'atterrissage sont ouvertes. En vol, le démarrage du moteur est effectué par autorotation (aussi vulgairement appelé « moulinage »). À haute altitude, où l'air est raréfié, l'oxygène est utilisé pour démarrer le système d'alimentation du moteur. À cet effet, une bouteille d'oxygène spéciale est installée sur l'avion.
Tous les équipements hydrauliques nécessaires au bon fonctionnement du moteur sont intégrés à celui-ci, si bien que lors de son montage sur l'avion, aucune connexion particulière n'est nécessaire.
Le moteur est équipé d'un compartiment de refroidissement spécial, fonctionnant à la fois en vol et au sol. Au sol, le turboréacteur est refroidi par de l'air circulant à travers des soupapes de 70 mm de diamètre, situées sur les bords inférieurs de la trappe du compartiment moteur. Les vannes sont ouvertes à l'intérieur du compartiment en raison de la dilution qui se produit dans le fuselage pendant le fonctionnement du moteur.

## Versions
- R-29-300 : Version d'origine du moteur, utilisée sur le MiG-23MF et les versions qui en sont dérivées[3] ;
- R-29B-200 : Version simplifiée prévue pour le MiG-27[3] ;
- R-29PN : Version améliorée, qui a remplacé le -300 sur les appareils non-exportés[3] ;
- R-29BS-300 : Version dotée d'une boîte à engrenages modifiée. Elle est utilisée dans plusieurs versions d'exportation du Soukhoï Su-17[3].

## Applications
- IAR 95 (en) (application prévue)
- Mikoyan-Gourevitch MiG-23
- Mikoyan-Gourevitch MiG-27
- Shenyang J-13 (en) (projet abandonné)
- Soukhoï Su-22